# Berhanu Bogale
Berhanu Bogale (ur. 27 lutego 1986 w Addis Abebie) – piłkarz etiopski grający na pozycji pomocnika. Od 2022 roku jest zawodnikiem klubu Wolkite City FC.

## Kariera klubowa
Swoją karierę piłkarską Bogale rozpoczął w klubie EEPCo ze stolicy kraju, Addis Abeby. W jego barwach zadebiutował w 2007 roku w pierwszej lidze etiopskiej. W 2010 roku odszedł do innego stołecznego klubu, Dedebit FC. Następnie grał w Welwalo Adigrat University FC i CBE SA. W 2022 przeszedł do Wolkite City FC.

## Kariera reprezentacyjna
W reprezentacji Etiopii Bogale zadebiutował w 2006 roku. W 2013 roku został powołany do kadry na Puchar Narodów Afryki 2013.